# Гарі Лугассі
Гарі Лугассі (фр. Gary Lugassy; нар. 20 серпня 1982) — колишній французький тенісист.
Найвищу одиночну позицію світового рейтингу — 194 місце досяг 22 жовтня 2007, парну — 340 місце — 11 вересня 2006 року.

## Титули на челленджерах

### Парний розряд: (1)
| Ранг | Рік  | Турнір         | Покриття | Партнер            | Суперники               | Рахунок       |
| ---- | ---- | -------------- | -------- | ------------------ | ----------------------- | ------------- |
| 1.   | 2006 | Гранбі, Канада | Тверде   | Алессандро Ґравіна | Лу Єнь-Сюнь Франк Мозер | 6–2, 7–6(7–2) |